# Leichtathletik-Weltmeisterschaften 2022/10.000 m der Frauen

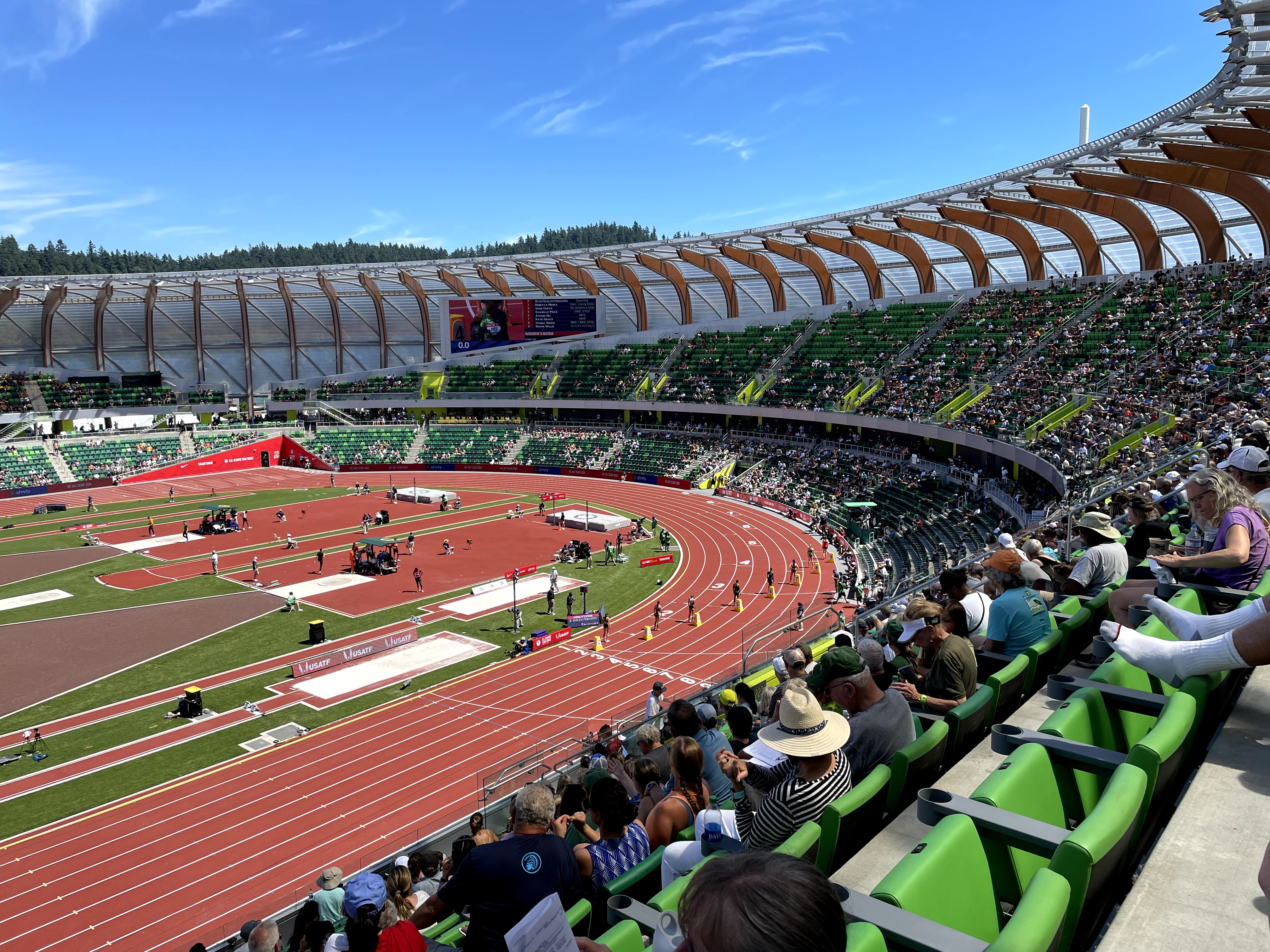
Das Stadion New Hayward Field im Jahr 2021

Der 10.000-Meter-Lauf der Frauen bei den Leichtathletik-Weltmeisterschaften 2022 wurde am 16. Juli 2022 im Hayward Field der Stadt Eugene in den Vereinigten Staaten ausgetragen.
In diesem Wettbewerb errangen die kenianischen Langstreckenläuferinnen mit Silber und Bronze zwei Medaillen.
Es siegte die äthiopische Vizeweltmeisterin von 2019, Olympiadritte von 2021 und Weltrekordinhaberin über 5000 und 10.000 Meter Letesenbet Gidey.
Silber gewann Hellen Obiri, die in den Jahren zuvor mit zwei WM-Titeln (2017/2019) und zwei gewonnenen olympischen Silbermedaillen (2016/2021) vor allem auf der kürzeren 5000-Meter-Distanz erfolgreich war. Über 1500 Meter hatte sie außerdem bereits 2013 WM-Bronze errungen.
Hier ging Bronze an die Vizeweltmeisterin von 2019 über 5000 Meter Margaret Kipkemboi.

## Rekorde

### Bestehende Rekorde
| Weltrekord               | 29:01,03 min | Letesenbet Gidey | Hengelo, Niederlande | 8. Juni 2021    |
| Weltmeisterschaftsrekord | 30:04,18 min | Berhane Adere    | WM Paris, Frankreich | 23. August 2003 |

Der seit 2003 bestehende WM-Rekord wurde auch bei diesen Weltmeisterschaften nicht erreicht. Die äthiopische Weltmeisterin Letesenbet Gidey war mit ihrer Siegerzeit von 30:09,94 min nur um 5,76 s entfernt von dem Rekord. Zum Weltrekord fehlten ihr allerdings 1:08,91 min.

### Rekordverbesserungen
Im Rennen am 16. Juli wurden drei neue Landesrekorde aufgestellt:
- 30:12,15 min – Rahel Daniel, Eritrea
- 30:17,64 min – Caroline Chepkoech Kipkirui, Kasachstan
- 31:01,04 min – Stella Chesang, Uganda

## Durchführung
In diesem Wettbewerb gab es keine Vorrunde, alle neunzehn Teilnehmerinnen traten gemeinsam zum entscheidenden Rennen an.

## Ergebnis

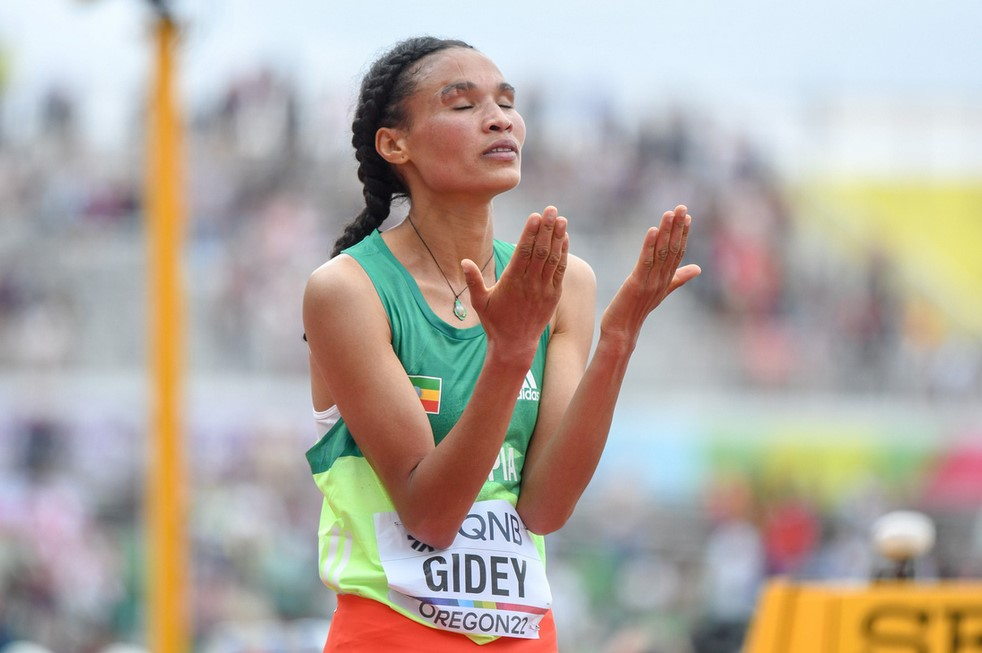
Weltmeisterin Letesenbet Gidey nach dem Gewinn des Rennens

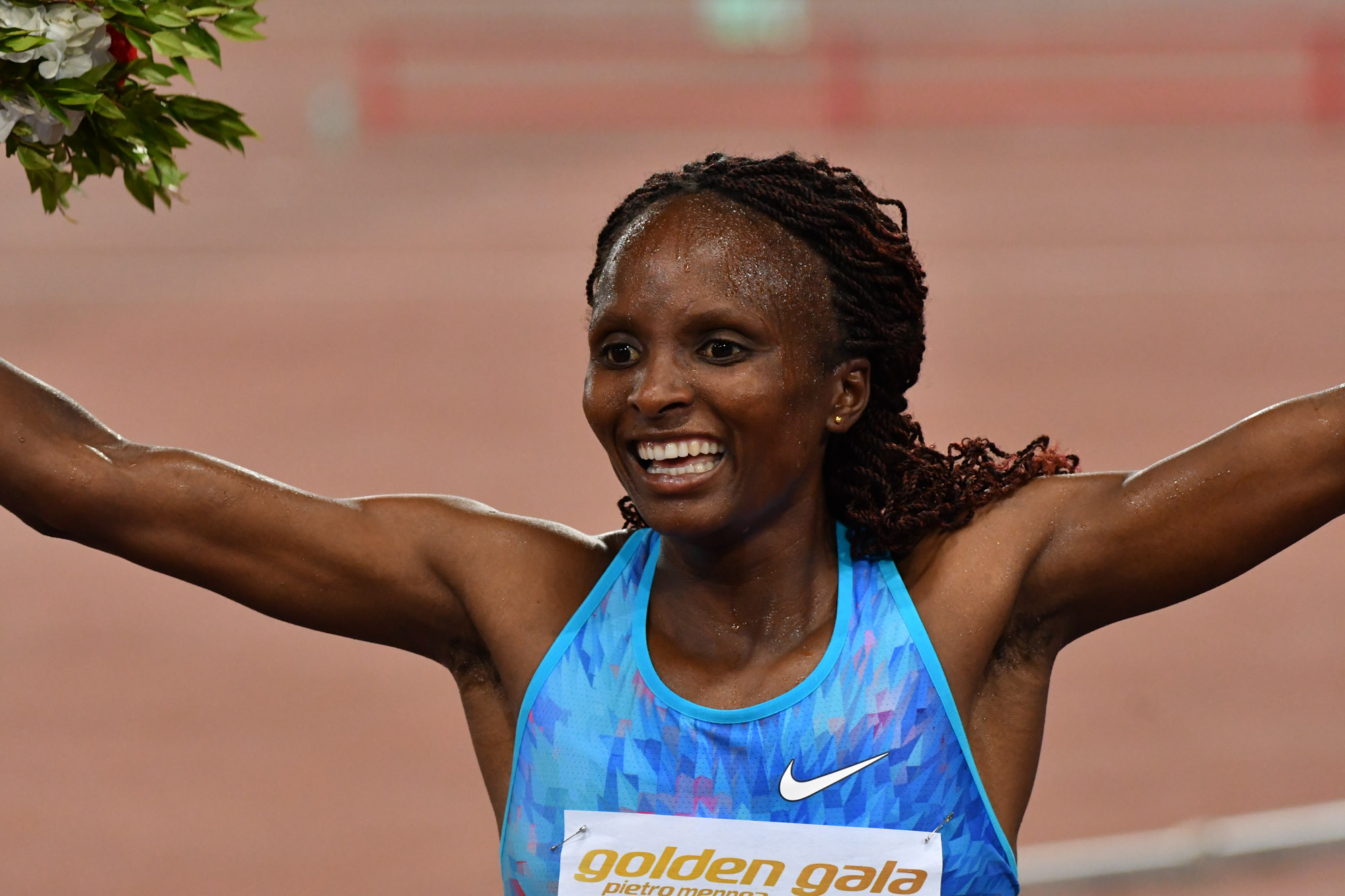
Nach vielen großen Erfolgen auf kürzeren Distanzen gewann Hellen Obiri nun Silber über 10.000 Meter

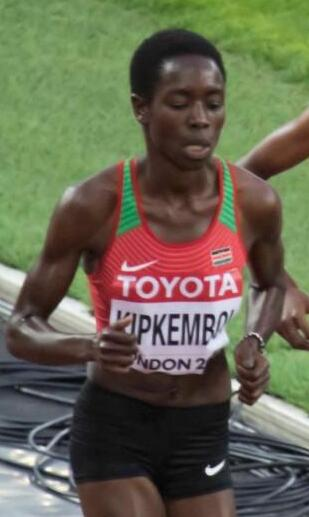
Bronzemedaillengewinnerin Margaret Kipkemboi

16. Juli 2022, 12:21 Uhr Ortszeit (21:21 Uhr MESZ)
| Platz | Name                        | Nation         | Zeit (min)  |
| ----- | --------------------------- | -------------- | ----------- |
| 1     | Letesenbet Gidey            | Äthiopien      | 30:09,94 WL |
| 2     | Hellen Obiri                | Kenia          | 30:10,02    |
| 3     | Margaret Kipkemboi          | Kenia          | 30:10,07    |
| 4     | Sifan Hassan                | Niederlande    | 30:10,56    |
| 5     | Rahel Daniel                | Eritrea        | 30:12,15 NR |
| 6     | Ejgayehu Taye               | Äthiopien      | 30:12,45    |
| 7     | Caroline Chepkoech Kipkirui | Kasachstan     | 30:17,64 NR |
| 8     | Bosena Mulatie              | Äthiopien      | 30:17,77    |
| 9     | Karissa Schweizer           | USA            | 30:18,05    |
| 10    | Eilish McColgan             | Großbritannien | 30:34,60    |
| 11    | Jessica Judd                | Großbritannien | 30:35,93    |
| 12    | Ririka Hironaka             | Japan          | 30:39,71    |
| 13    | Alicia Monson               | USA            | 30:59,85    |
| 14    | Stella Chesang              | Uganda         | 31:01,04 NR |
| 15    | Natosha Rogers              | USA            | 31:10,57    |
| 16    | Mercyline Chelangat         | Uganda         | 31:28,26    |
| 17    | Dominique Scott-Efurd       | Südafrika      | 31:40,73    |
| 18    | Dolshi Tesfu                | Eritrea        | 31:49,29    |
| 19    | Rino Goshima                | Japan          | 32:08,68    |
| DNS   | Sheila Chepkirui            | Kenia          |             |

| Zwischenzeiten      | Zwischenzeiten | Zwischenzeiten                             | Zwischenzeiten |
| Zwischenzeit- Marke | Zwischenzeit   | Führende                                   | 1000-m-Zeit    |
| ------------------- | -------------- | ------------------------------------------ | -------------- |
| 1000 m              | 3:04,79 min    | Ririka Hironaka mit dem geschlossenen Feld | 3:04,79 min    |
| 2000 m              | 6:08,82 min    | Ririka Hironaka mit dem geschlossenen Feld | 2:02,03 min    |
| 3000 m              | 9:11,87 min    | Ririka Hironaka mit 17köpfiger Gruppe      | 3:03,05 min    |
| 4000 m              | 12:15,05 min   | Ririka Hironaka mit 17köpfiger Gruppe      | 3:03,18 min    |
| 5000 m              | 15:19,28 min   | Ririka Hironaka mit 18köpfiger Gruppe      | 3:04,23 min    |
| 6000 m              | 18:26,09 min   | Eilish McColgan mit 15köpfiger Gruppe      | 3:06,81 min    |
| 7000 m              | 21:29,75 min   | Letesenbet Gidey mit 13köpfiger Gruppe     | 3:03,66 min    |
| 8000 m              | 24:26,73 min   | Ejgayehu Taye mit 13köpfiger Gruppe        | 2:56,98 min    |
| 9000 m              | 27:24,91 min   | Ejgayehu Taye mit 9köpfiger Gruppe         | 2:58,18 min    |
| 10.000 m            | 30:09,94 min   | Letesenbet Gidey                           | 2:45,03 min    |

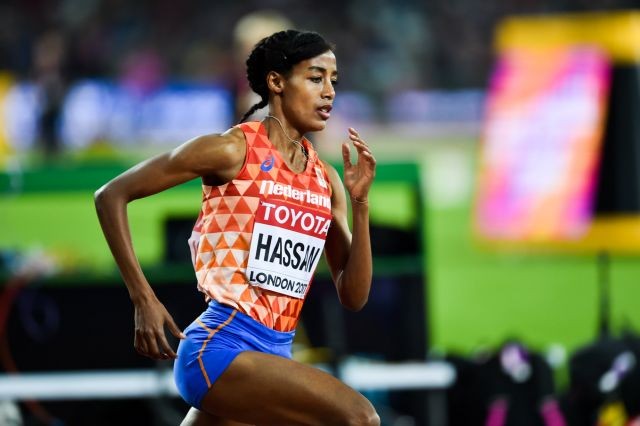
Sifan Hassan – unter anderem Olympiasiegerin 2021 auf den beiden langen Bahndistanzen – musste sich mit Rang vier begnügen
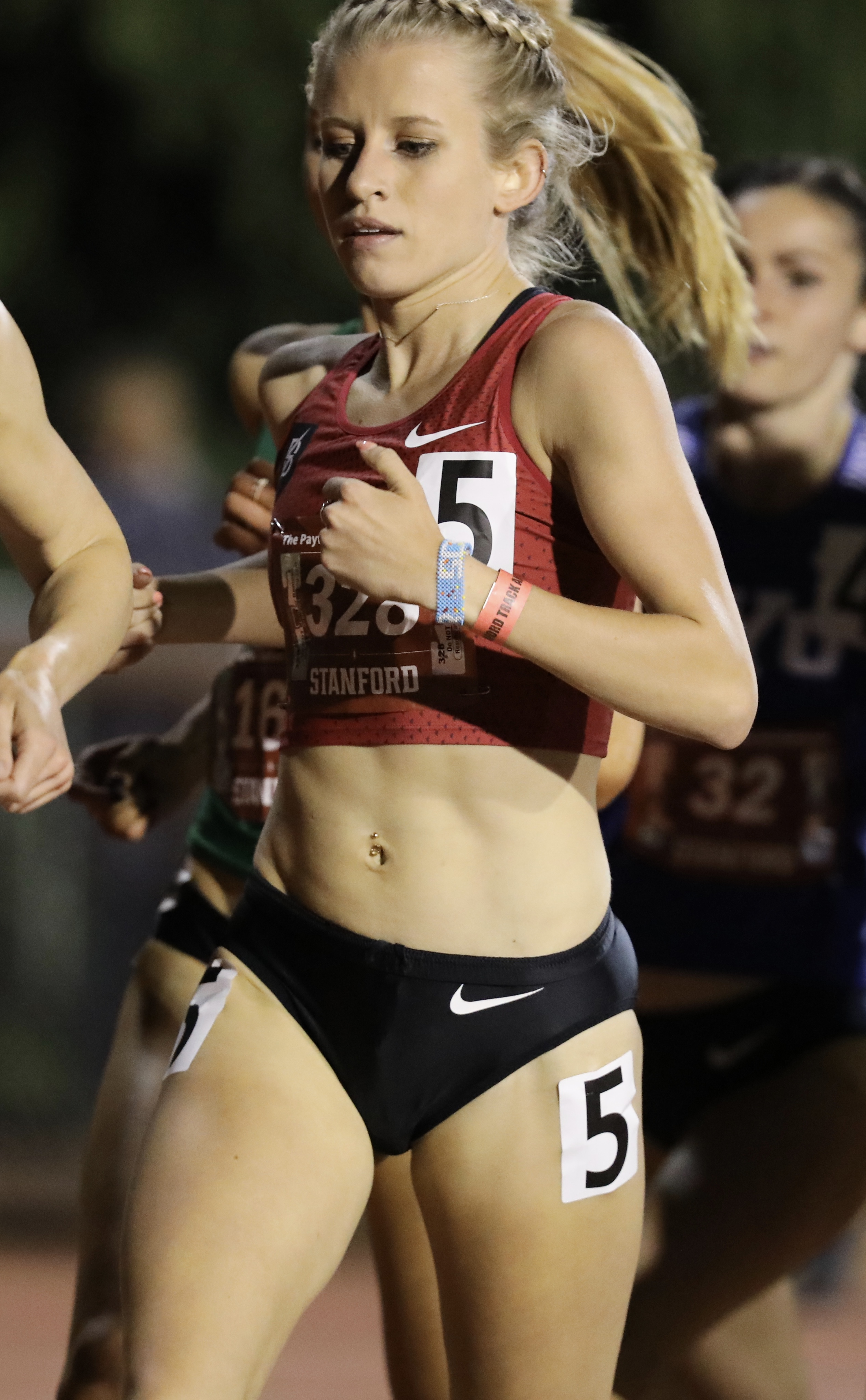
Karissa Schweizer kam auf den neunten Platz
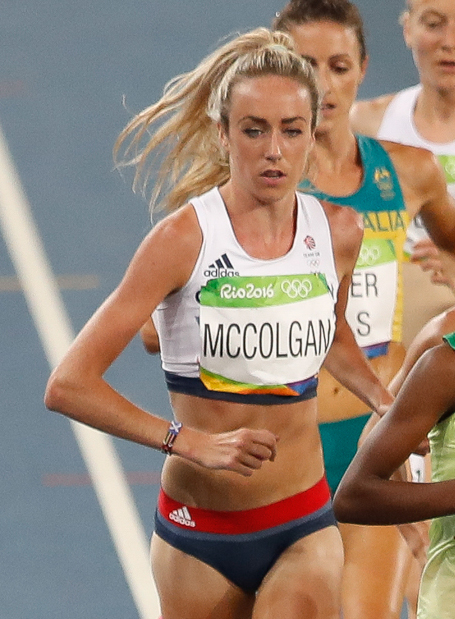
Die zehntplatzierte Eilish McColgan
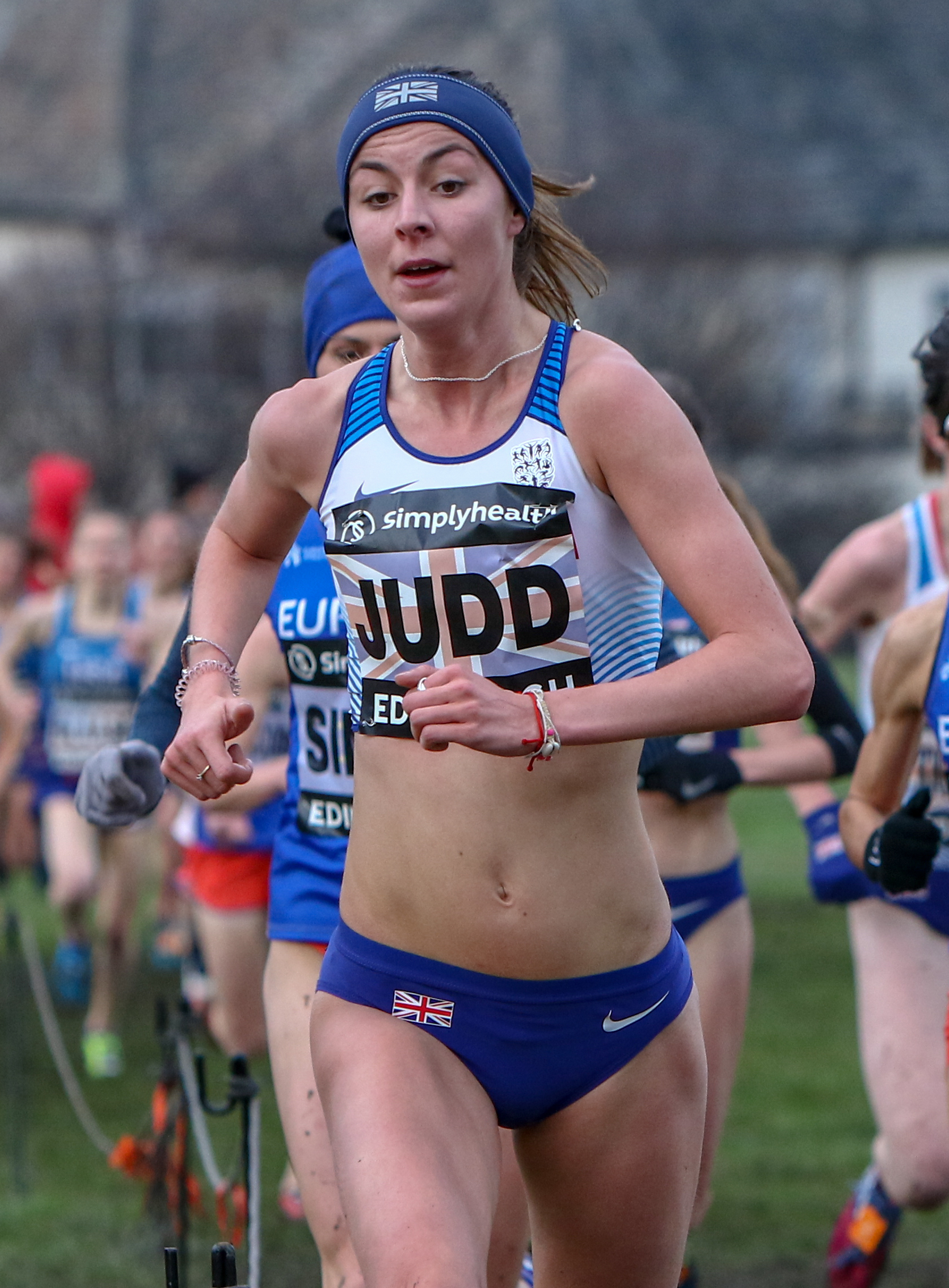
Rang elf für Jessica Judd

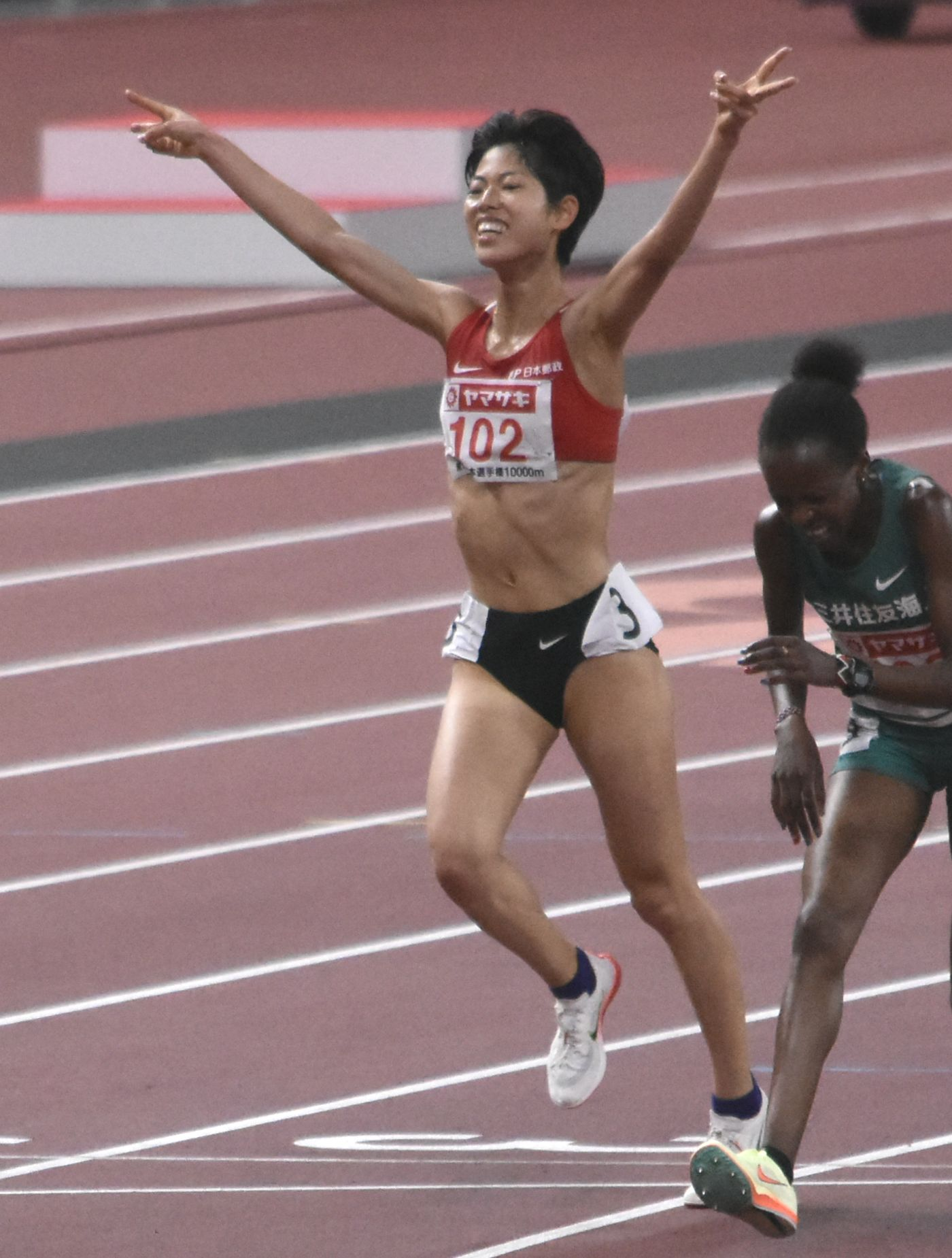
Ririka Hironaka erreichte Platz zwölf
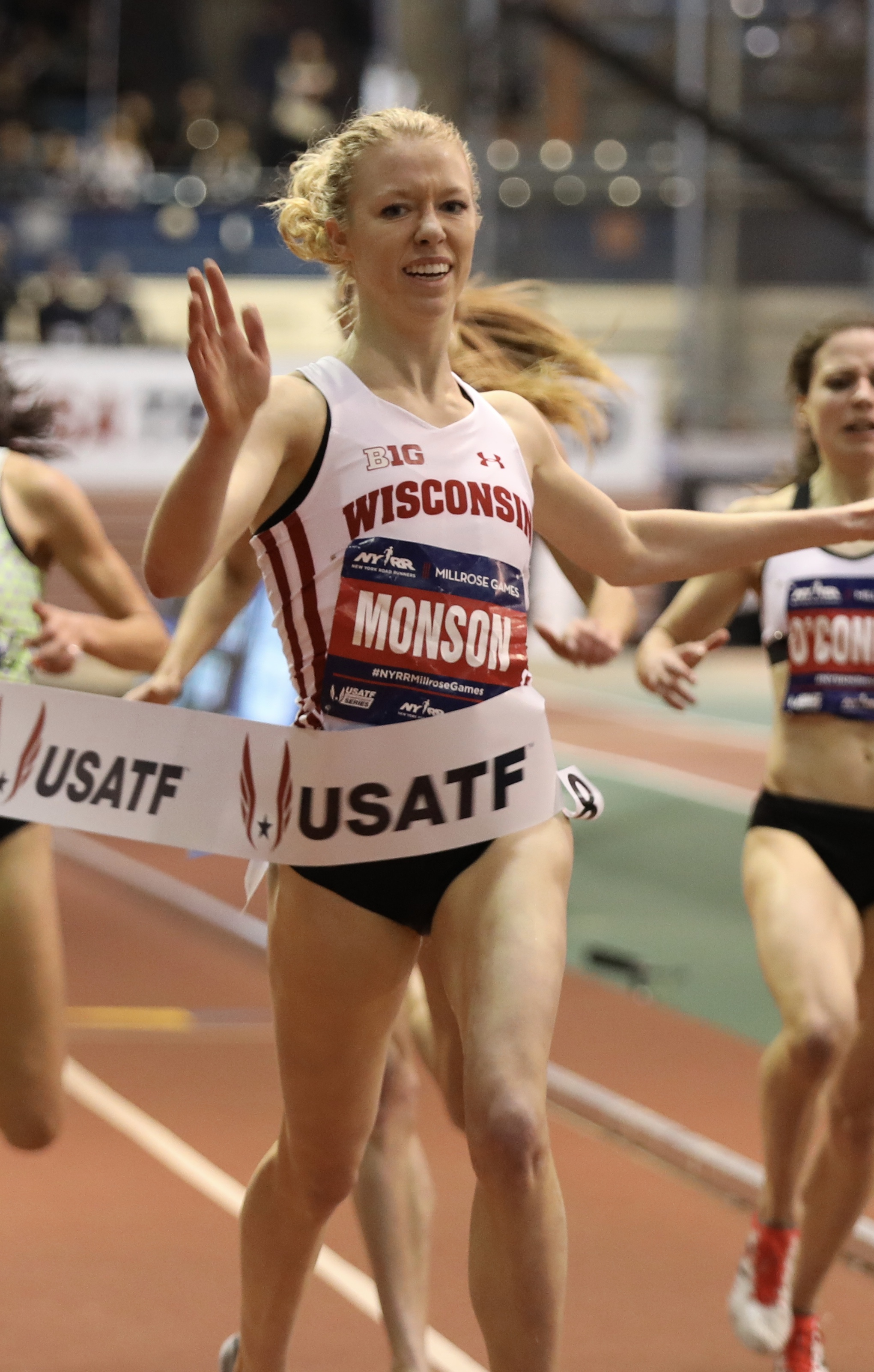
Alicia Monson wurde Dreizehnte
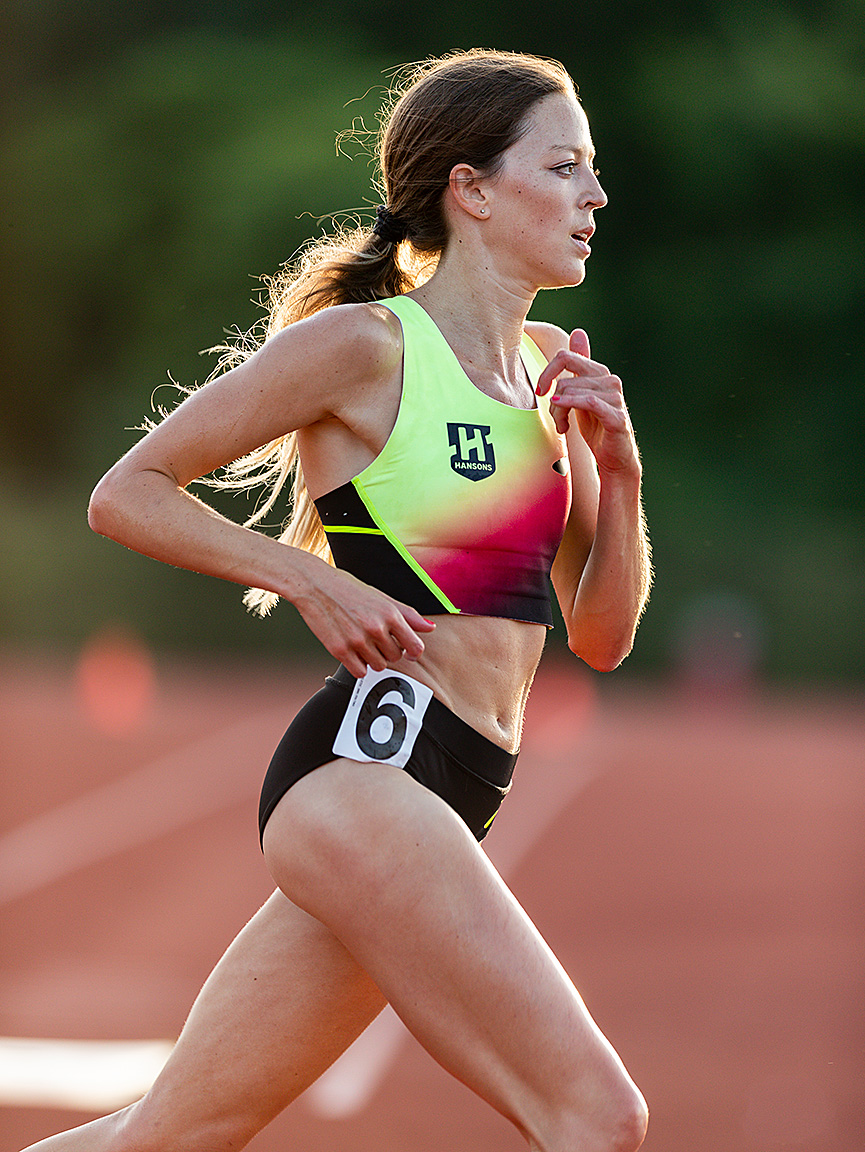
Natosha Rogers belegte Rang fünfzehn

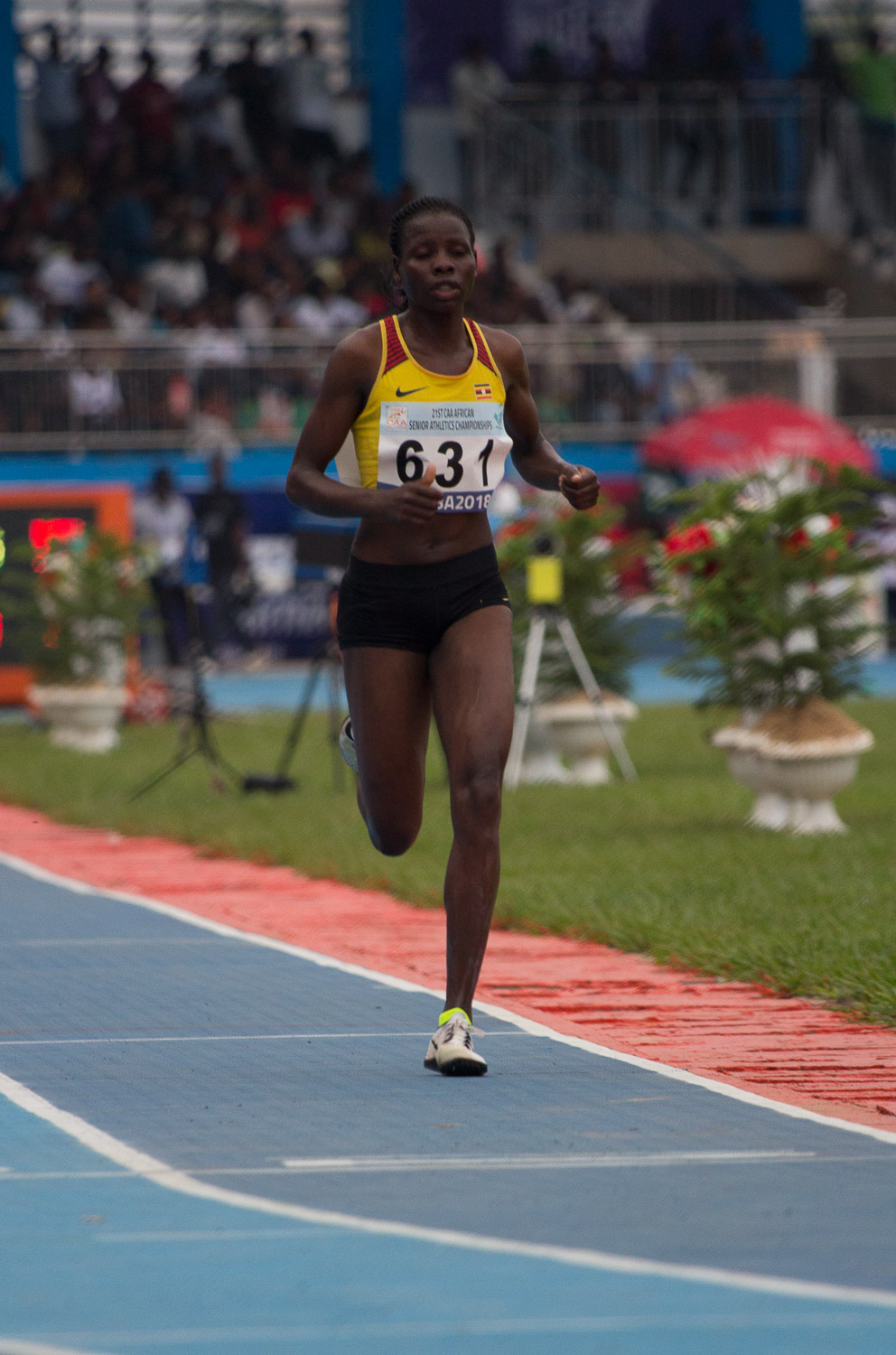
Mercyline Chelangat – Platz sechzehn
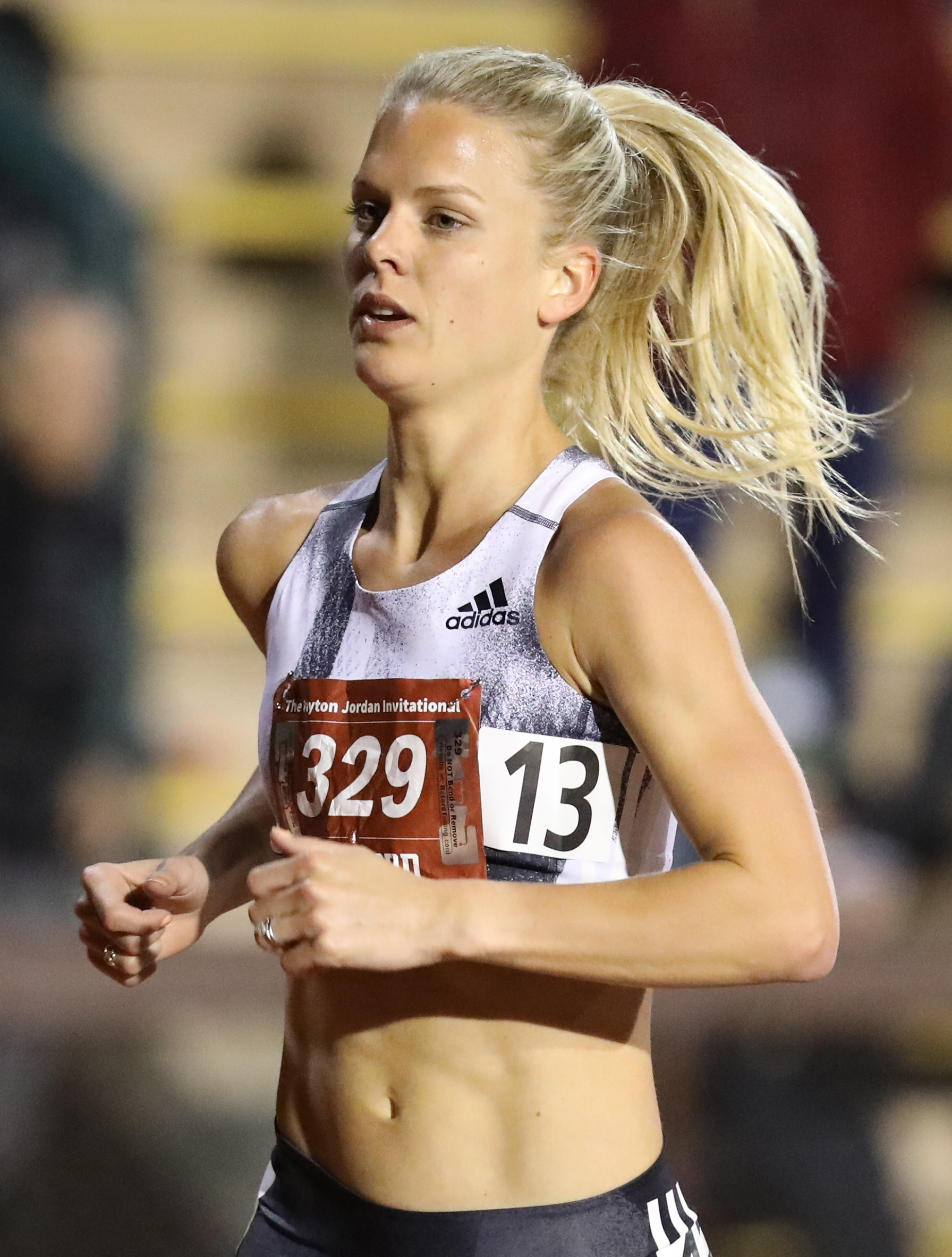
Dominique Scott-Efurd – Platz siebzehn
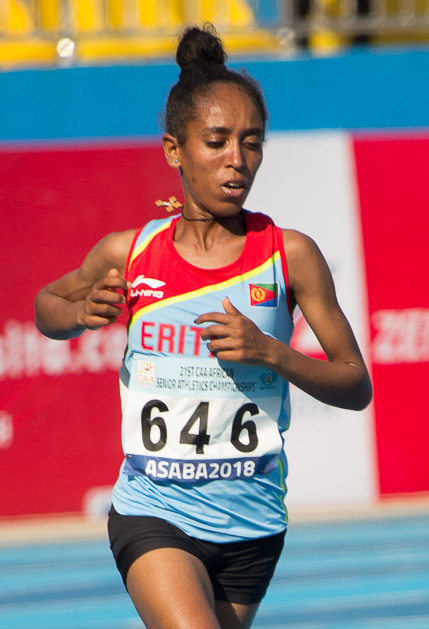
Dolshi Tesfu – Platz achtzehn
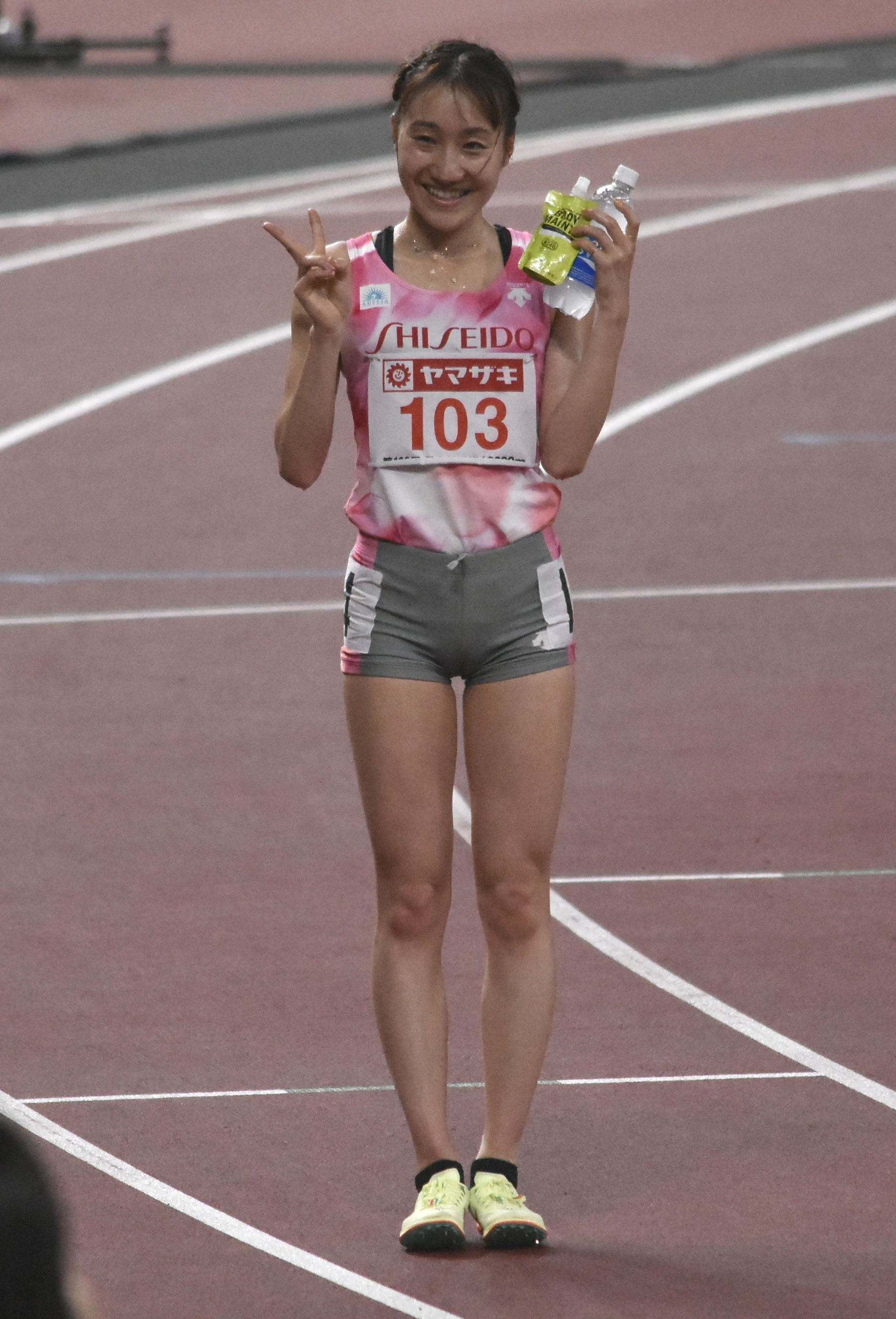
Rino Goshima – Platz neunzehn

## Video
- Ethiopia’s Letesenbet Gidey wins 10,000m Women Final, World Athletics championships 2022 Oregon, youtube.com, abgerufen am 20. August 2022